# Ischnopsyllus consimilis
Ischnopsyllus consimilis är en loppart som först beskrevs av Einar Wahlgren 1904.  Ischnopsyllus consimilis ingår i släktet Ischnopsyllus och familjen fladdermusloppor. Inga underarter finns listade i Catalogue of Life.